# Superman Waterfalls
Die Superman Waterfalls sind ein Wasserfall auf der Karibikinsel St. Lucia.
Der Wasserfall liegt im südlichsten Zipfel des Quarters Castries im Zentrum der Insel.